# Tanipone
Tanipone is een geslacht van mieren uit de onderfamilie van de Cerapachyinae.

## Soorten
- T. aglandula Bolton & Fisher, 2012
- T. aversa Bolton & Fisher, 2012
- T. cognata Bolton & Fisher, 2012
- T. hirsuta Bolton & Fisher, 2012
- T. maculata Bolton & Fisher, 2012
- T. pilosa Bolton & Fisher, 2012
- T. scelesta Bolton & Fisher, 2012
- T. subpilosa Bolton & Fisher, 2012
- T. varia Bolton & Fisher, 2012
- T. zona Bolton & Fisher, 2012